# Троїцька церква (Харків)
Троїцька церква — православний храм на Подолі в центрі Харкова, заснований у XVIII столітті та побудований у 1858—1860 роках за проєктом архітектора Андрія Тона. Нині Троїцька церква є чинним храмом, який передано в користування УПЦ Московського патріархату в 1992 році.

## Історія
Перша згадка про Троїцьку церкву на Подолі, низині за межами Харківської фортеці, з численними озерцями та старицями річки Харків, датується початком XVIII століття. За іншими даними, церква існувала ще до 1659 року. Це була дерев'яна споруда, яка задовольняла релігійні потреби місцевої громади. 27 липня 1758 року на місці дерев'яної закладено нову кам'яну церкву. Її будівництво тривало шість років і завершилося в 1764 році. Храм виконаний у стилі українського (козацького) бароко. План споруди був тричастинний: квадратний центральний об'єм, п'ятигранна апсида, трапезна з дзвіницею на заході. Церква мала характерні для Слобожанщини пропорції — висота центрального об'єму сягала приблизно 32 метрів, а дзвіниці — 21,5 метра.
У 1857 році, після тимчасового перенесення богослужінь до дому купчихи М. Ф. Першиної (Андреєвої), стара будівля знесена. На її місці розпочалося зведення нового храму. 7 липня 1857 року закладено нову кам'яну Троїцьку церкву в русько-візантійському стилі. Спорудження йшло швидкими темпами, і вже до 1860 року були завершені оздоблювальні роботи, встановлено іконостас, позолочено куполи і встановлено хрести. 24 вересня 1861 року освятив головний престол на честь Святої Трійці єпископ Харківський Макарій. Бічні приділи освячено в 1861 та 1862 роках: південний — на честь Різдва Пресвятої Богородиці, північний — на честь преподобного Олексія, чоловіка Божого. У 1869 році відкрито народне училище. До 1900 року Троїцька церква була однією з найбагатше оздоблених у місті після катедрального собору.
Після початку радянської окупації храм припинив функціонувати як релігійна установа. Приміщення передано під хлібозавод, який діяв там багато років. Архітектурні втрати та перебудови за цей час суттєво змінили інтер'єр. У 1930-х роках за наказом радянської влади підірвали дзвіницю. У 1992 році будівлю передали в користування як храм УПЦ Московського патріархату. У 2000-х роках відновлена дзвіниця.
Будівля церкви є пам'яткою архітектури та містобудування місцевого значення (охоронний № 7438-Ха).

## Архітектура
Перший кам'яний храм був виконаний у стилі українського бароко, і нагадував дерев'яні українські церкви. Його фасади були оздоблені лиштвами навколо вікон, зубчастими карнизами, півколонами, ґонтовим покриттям бань. Будівля нового храму, зведена в XIX столітті, виконана в русько-візантійському стилі, характерному для офіційної церковної архітектури того часу. Храм за своїми деталями та силуетом нагадує проєкт будівлі Івано-Усікновенського храму на міському кладовищі, який теж спроєктований Андрієм Тоном, але не має дзвіниці. Фасади оздоблені півколонами на кутах та виступах стін, великими вікнами та тонкими карнизами. Бані, прикрашені пілястрами, вінчають чорні куполи-маківки. Дзвіниця має прямокутну форму з арковими та прямокутними отворами, на вершині — баня з частково позолоченим куполом.